# Sellos postales sorbios

Véase enclaves en verde en Alemania.

Sorbios en los sellos postales es una subtemática de sellos de la extinta Alemania Democrática y que involucra zonas de habla eslava, incluyendo los idioma alto y bajo sorbio. Según la zona el idioma se asemeja a checo o a polaco.

Sello de arte culinario típico